# Miranda (metro de Caracas)
Miranda es una de las estaciones de la Línea 1 del Metro de Caracas, está en el Municipio Chacao al frente del Parque Francisco de Miranda o Parque del Este.

## Características
Al principio se llamó Parque del Este, pero por peticiones del Presidente Hugo Chávez se renombró Miranda, en un futuro esta estación hará transferencia con la Línea 5 con la Estación Miranda II, comenzando su segundo tramo el cual iba a ser un tramo de la Línea 6 original de 1997.
En la mezzanina de la estación, donde actualmente se encuentra el área de exposiciones, se prevé que será la zona de transferencia con la estación Miranda II, como, también, con la estación Santa Eduvigis de la línea 6. 

## Puntos de referencia
- Parque Generalísimo Francisco de Miranda
- Gimnasio José Joaquín "Papá" Carrillo
- Edificio Parque Cristal

- Datos: Q11329424
- Multimedia: Miranda (Caracas Metro) / Q11329424